# Dietrich-Bonhoeffer-Kirche (Hamburg-Rahlstedt)

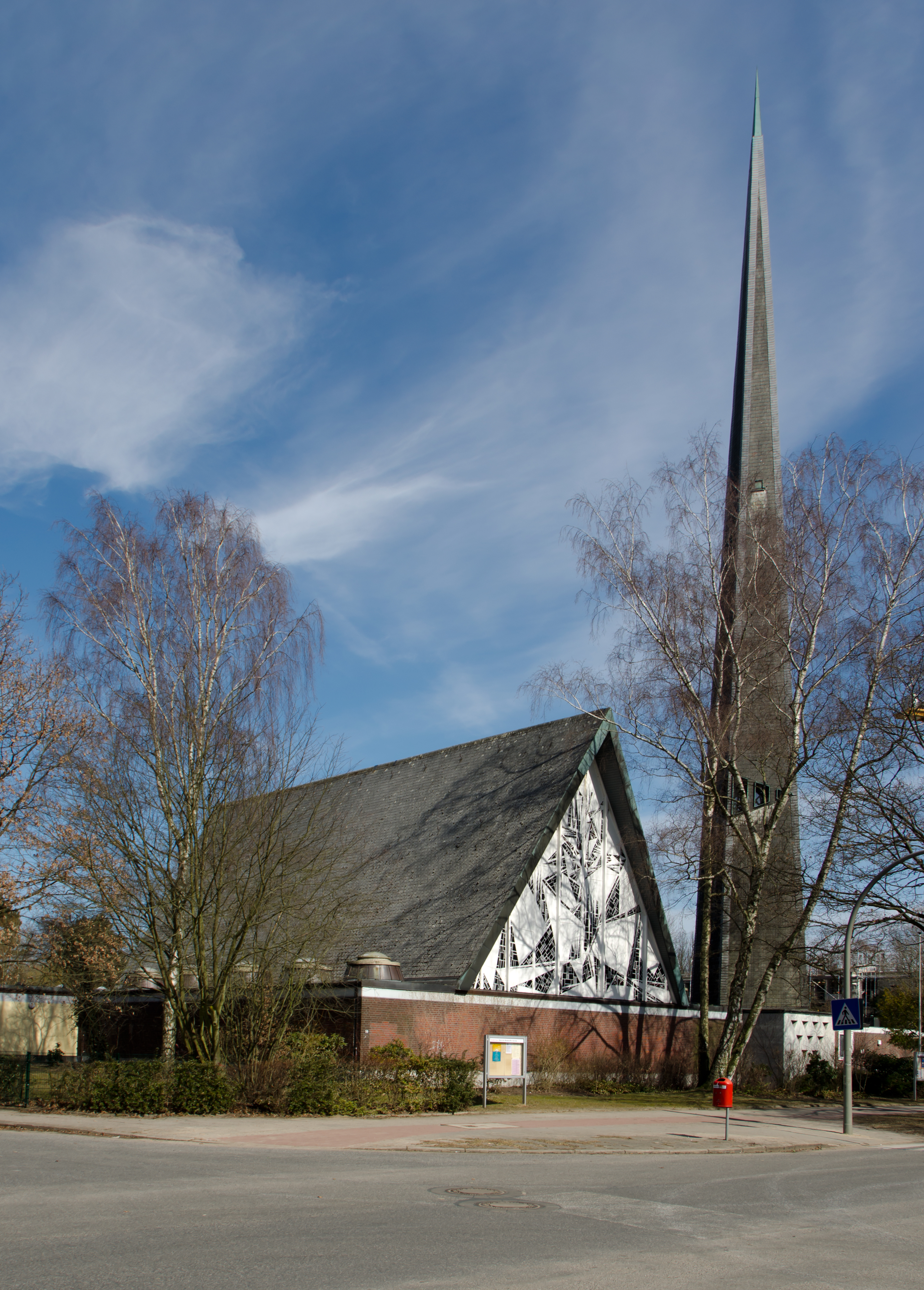
Ansicht von Süden

Die Dietrich-Bonhoeffer-Kirche ist eine evangelisch-lutherische Kirche im Ortsteil Oldenfelde des Hamburger Stadtteils Rahlstedt. Sie liegt an der Greifenberger Straße und ist eine von vier Kirchen der Kirchengemeinde Meiendorf-Oldenfelde.

## Bau der Kirche
Am 20. Februar 1959 gründete sich eine neue evangelische Kirchengemeinde in Oldenfelde am heute noch bestehenden Standort in der Wolliner Straße. Dort wurde als erster Bau der neuen Gemeinde ein Gemeindezentrum errichtet. Schnell ergab sich das Bedürfnis, auch in den wachsenden Neubaugebieten zwischen Rahlstedt und Berne eine weitere Kirche zu errichten, wobei die Wahl auf den heutigen Standort an der Greifenberger Straße fiel.
Für die neue Kirche wählte man 1963 den Entwurf des Architekten Otto Andersen aus und begann 1964 mit dem Bau des Gemeindezentrums und eines Pastorates, der Grundstein für die Kirche wurde am 30. Juli 1965 gelegt. Diese drei Gebäude fassen einen gemeinsamen Vorhof ein, die gesamte Anlage erhielt mit dem nadelspitzen, 45 m hohen Turm eine auffällige Markierung. Der Turm wurde unkonventionell gefertigt, indem zunächst ein Fundament gebaut wurde, auf das eine vorfabrizierte Stahlgitterkonstruktion gesetzt wurde, die nach Verkleidung den heutigen Turmhelm bildete. Das zeltartig spitze Kirchenschiff greift das zur Entstehungszeit der Kirche häufig verwendete Motiv eines biblischen Nomadenzeltes auf und soll nach Deutung der Gemeinde gleichzeitig als Analogie zu einem neuen Heimatort für Flutgeschädigte und Flüchtlinge verstanden werden.
Die Einweihung des Gemeindezentrums erfolgte am 10. Oktober 1965, die Weihe der Kirche folgte am 6. November 1966 durch Landesprobst Karl Hasselmann in Anwesenheit einer Schwester des Namensgebers Dietrich Bonhoeffer.
Die Umgebung der Kirche wird durch die südlich der Straße liegende Hochhaussiedlung mit ihrer kleinen Ladenpassage und die nördlich liegende Schule Kamminer Straße beherrscht. Die sich nach Westen anschließende Einzelhausbebauung tritt dagegen deutlich in den Hintergrund.

## Ausstattung
Der Innenraum ist von der dreieckigen Form des Daches bestimmt, das Hauptfenster und die Orgel nehmen diese Form auf und bilden die beiden das Kirchenschiff abschließenden Elemente.
Der schlichte Altar und der ebenfalls nur zurückhaltend verzierte Taufstein sind Werke von Fritz Fleers. Das Kruzifix stammt von Gabriele Marwede. Zwei große Kerzenleuchter sind die weiteren auffälligen Stücke im ansonsten schlicht ausgestatteten Innenraum. Der Taufkerzenständer war ein Geschenk der Partnergemeinde Poppenbüttel Wittenburg  zum 25-jährigen Bestehen. Der Opferkerzenleuchter ist eine Arbeit der Metallwerkstatt Andreas Kahl in Barsbüttel und wurde durch eine Spende aus der Gemeinde im Jahre 2000 ermöglicht.

## Hauptfenster
Das bedeutendste Merkmal der Kirche ist das 10 m hohe von Ernst Günter Hansing entworfene Betonglasfenster, das von der Gemeinde häufig als „das größte Betonglasfenster Europas“ bezeichnet wird. Bei dieser Zuordnung bleibt jedoch unklar, auf welchen Zeitraum und welche Vergleichsgruppe von Fenstern sie sich bezieht, so dass diese Angabe mindestens zweifelhaft ist. Form und Größe des Fensters waren durch die Dimension des Kirchenschiffs vom Architekten vorgegeben, die handwerkliche Ausführung übernahm der Kunstglaser Günter Kruse aus Flensburg. Beim Bau des Fensters musste einerseits auf ausreichende Stabilität geachtet werden und andererseits war es so flexibel zu gestalten, dass es die Akustik des Raumes nicht zerstörte und die thermischen Ausdehnungen aufgrund der Sonneneinstrahlung auf der Südseite überstehen konnte. Dazu wurden seine Teile untereinander elastisch verbunden.
Das Fenster zeigt abstrakte Formen, die hauptsächlich in blau und violett mit kontrastierenden roten Kanten gehalten sind. Im oberen Drittel des Dreiecks tritt ein in Rot- und Orangetönen gehaltener Bereich hervor. Lichtundurchlässige und daher schwarze Betonblöcke nehmen die aufwärts weisende Dreiecksform auf und unterteilen die helle Fläche.
Anlässlich der 40-Jahr-Feier der Kirche lieferte Hansing in einem Vortrag nur eine sehr spärliche Interpretation der Darstellung im Fenster. Er wollte „die Kraft im Glauben Bonhoeffers“ zum Ausdruck bringen und Bezüge zu dessen Person herstellen. Weitere Interpretationen wollte er „dem Betrachter überlassen“ und bezeichnete das Fenster als „sichtbar gemachte Empfindungen“.

## Glocken
Im Turm befinden sich vier Glocken aus der Glockengießerei Bachert mit folgenden Namen und Schlagtönen:
- Freude, e2
- Friede, h1
- Gerechtigkeit, cis2
- Freiheit, gis1

## Orgel

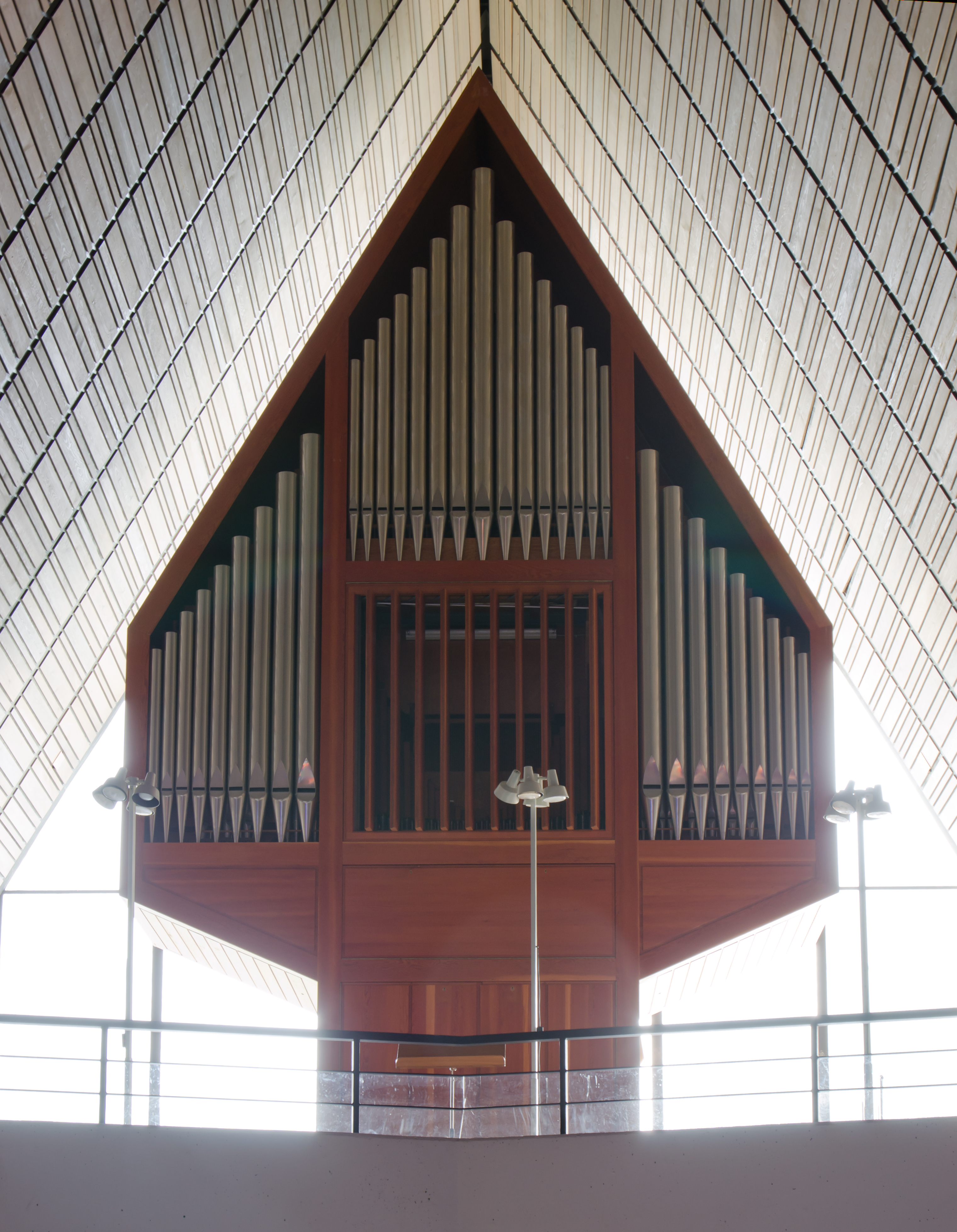
Orgelprospekt

Als am 1. August 1967 die erste Kirchenmusikerin ihren Dienst antrat, mussten Konzerte noch auf einer Mini-Orgel gegeben werden.
Erst am 25. Februar 1973 wurde die heute noch genutzte Schuke-Orgel aus Berlin geweiht. Ihre Disposition lautet:
| I Hauptwerk C– |               |       |
| 1.             | Hohlflöte     | 8′    |
| 2.             | Prinzipal     | 4′    |
| 3.             | Waldflöte     | 2′    |
| 4.             | Quinte        | 1 ⁄3′ |
| 5.             | Mixtur III–IV |       |
| 6.             | Trompete      | 8′    |

| II Schwellwerk C– |                |    |
| 7.                | Gedackt        | 8′ |
| 8.                | Blockflöte     | 4′ |
| 9.                | Prinzipal      | 2′ |
| 10.               | Sesquialtera   |    |
| 11.               | Scharff II–III |    |
| 12.               | Dulcian        | 8′ |
|                   | Tremulant      |    |

| Pedal C– |                  |     |
| 13.      | Subbaß           | 16′ |
| 14.      | Oktave           | 8′  |
| 15.      | Nachthorn        | 4′  |
| 16.      | Rauschpfeife III |     |
| 17.      | Fagott           | 16′ |

- 3 Normalkoppeln: II/I, I/P, II/P

## Fotografien und Karte
Koordinaten: 53° 37′ 4,6″ N, 10° 8′ 30,8″ O

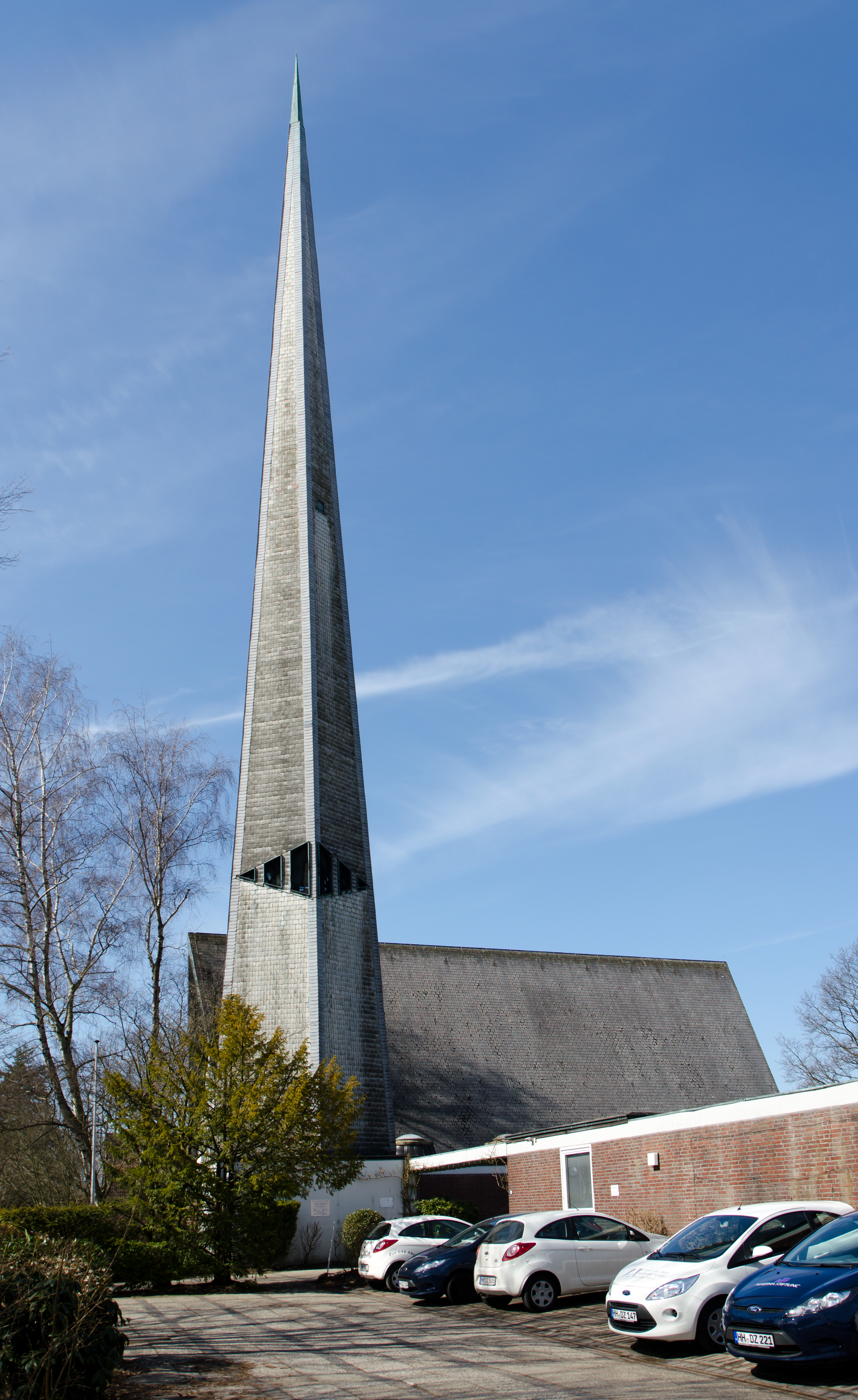
Ansicht von Osten
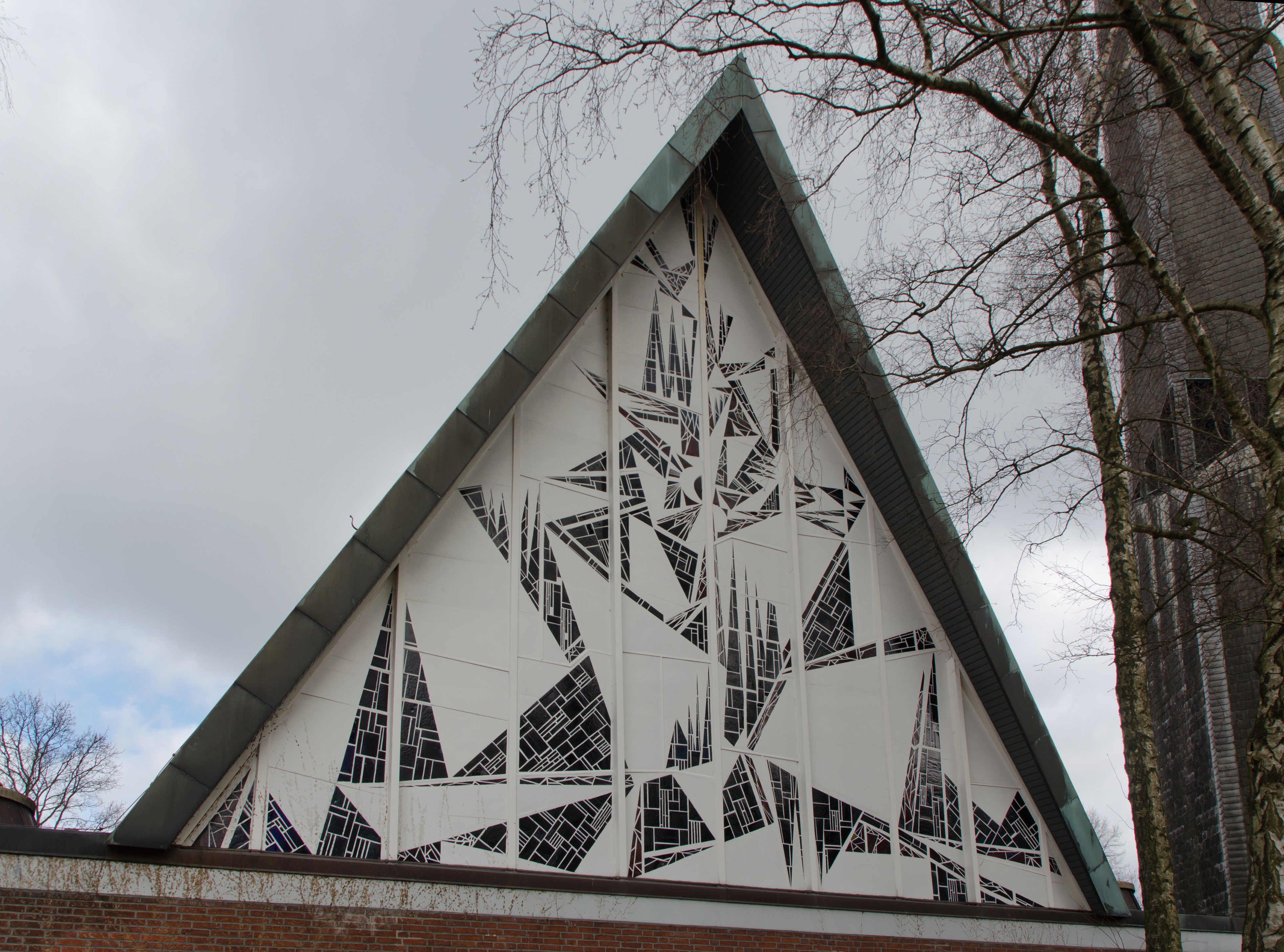
Großes Fenster von außen
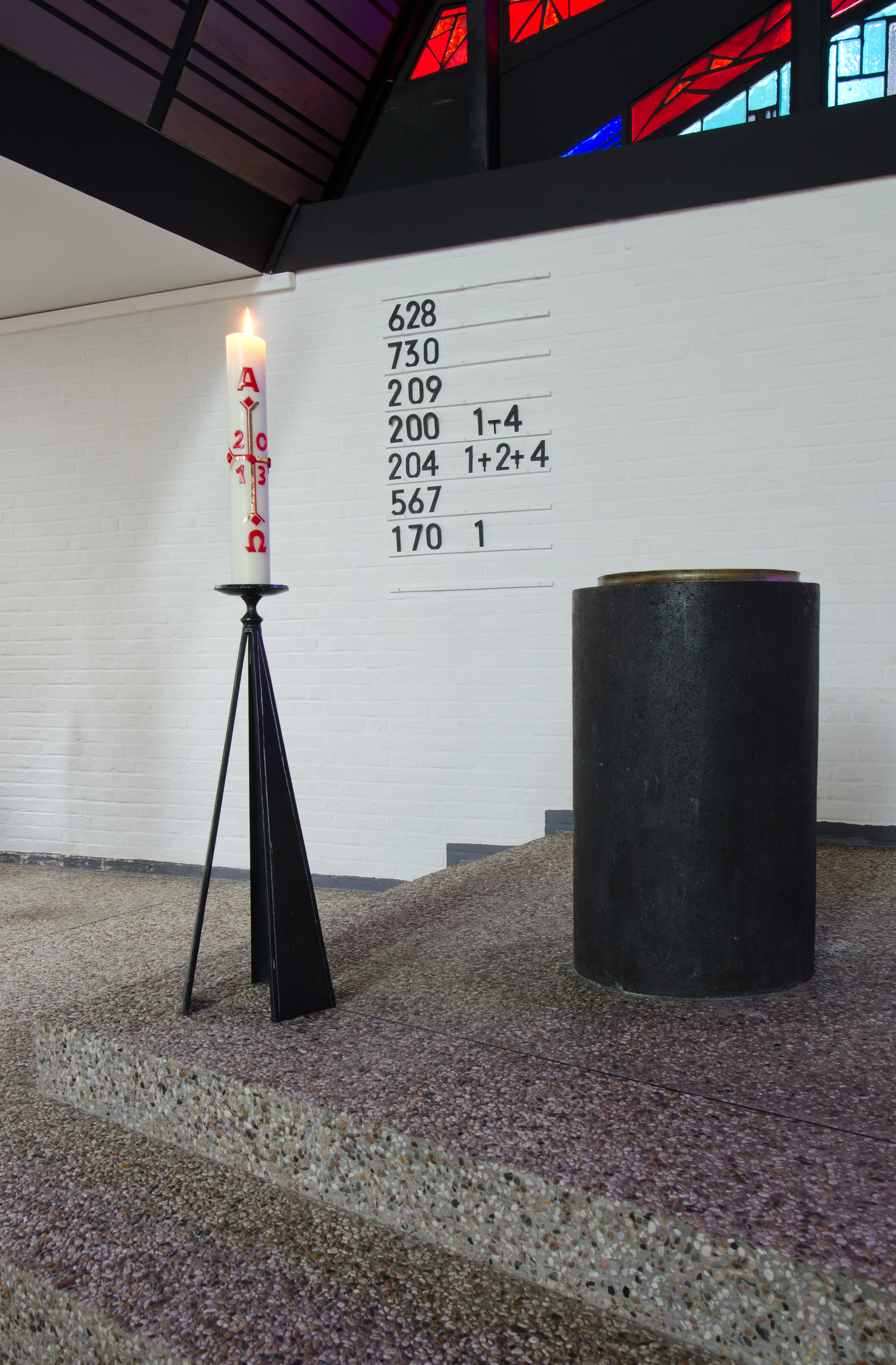
Taufe und Kerzenständer
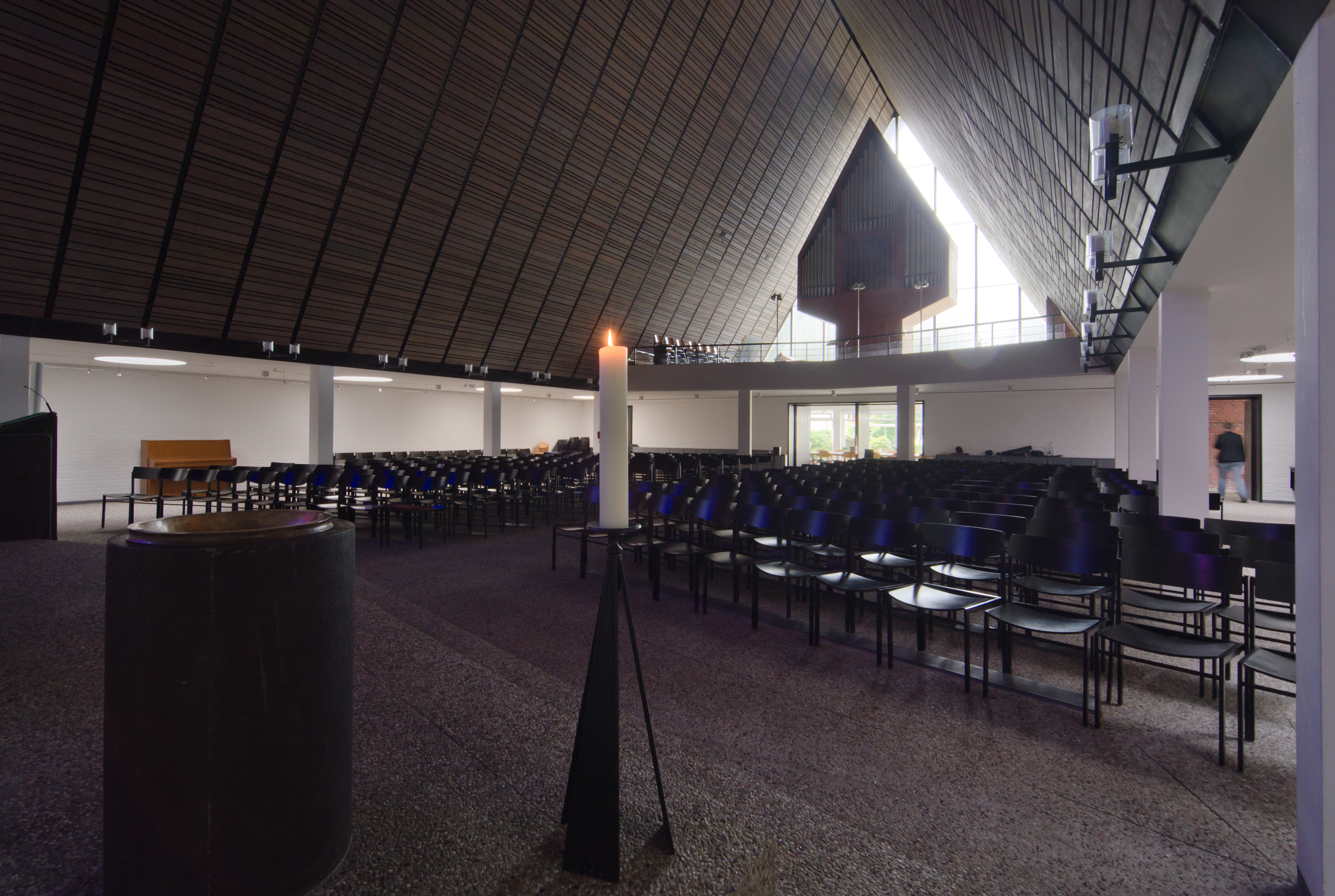
Innenraum, Blick zur Orgel